# Krobielowice
Krobielowice est une localité polonaise de la gmina de Kąty Wrocławskie, située dans le powiat de Wrocław en voïvodie de Basse-Silésie.
C'est l'endroit de décès de Gebhard Leberecht von Blücher.

## Histoire
De 1742 à 1945, Krieblowitz fait partie de l'arrondissement de Breslau dans le district de Breslau au sein de la province de Silésie.